# Bruno Becher
Bruno Becher (* 12. Dezember 1898 in Wendlingen; † 21. April 1961 in Mayen) war ein deutscher Jurist und Politiker (FDP).

## Leben
Nach dem Besuch der Volksschule Wendlingen und dem Abitur am Gymnasium in Münstereifel im Jahr 1916 leistete Becher Kriegsdienst im Ersten Weltkrieg. 1919 nahm Becher ein Studium der Rechts- und Staatswissenschaften an der Rheinischen Friedrich-Wilhelms-Universität Bonn und der Universität München auf, das er 1925 mit dem zweiten juristischen Staatsexamen beendete. Anschließend trat er als Gerichtsassessor in Aachen und Mayen in den juristischen Staatsdienst ein. Er wurde 1926 Syndikus beim Industrieverband Steine und Erden und ein Jahr später als Rechtsanwalt zugelassen. 1930 bis 1933 war er Vorsitzender der AOK Mayen. Von 1933 bis 1939 sowie seit 1945 war Becher als selbständiger Rechtsanwalt in Mayen tätig. 1937 bis 1939 war er Mitglied des Aufsichtsrats der Vereinigte Moselschiefergruben AG in Hausen. 1940 bis 1941 war er Geschäftsführer der Basaltlava-Verkaufsgemeinschaft und Rechtsanwalt. 1941 bis 1945 leistete er erneut Kriegsdienst. Er wurde Oberleutnant und war unter anderem zur Bandenbekämpfung im Balkan eingesetzt.
Nach dem Krieg war er 1952 bis 1959 Mitglied und stellvertretender Vorstandsvorsitzender des Südwestfunkes (SWF), Mitglied im Verwaltungsrat der Deutschen Pfandbriefanstalt, im Aufsichtsrat der Nürburgring GmbH. Er war seit 1920 Mitglied der katholischen Studentenverbindung KDStV Novesia Bonn.

## Politik
1933 wurde Becher Mitglied des NSRB, er trat zum 1. April 1936 der NSDAP bei (Mitgliedsnummer 3.734.691) und 1937 der NSV.
Nach dem Zweiten Weltkrieg trat Becher 1946 der FDP bei und gehörte 1951 bis 1960 dem Rheinland-Pfälzischen Landtag an. Nach der Bildung einer christlich-liberalen Koalition wurde Becher am 13. Juni 1951 als Nachfolger von Adolf Süsterhenn zum Minister der Justiz in die von Ministerpräsident Peter Altmeier geführte Regierung des Landes Rheinland-Pfalz berufen. Er war Mitglied des Bundesrats und 1958 bis 1959 Vorsitzender des Rechtsausschusses des Bundesrats. 1959 war er Mitglied der 3. Bundesversammlung.
Nach einer Veröffentlichung des Magazins Der Spiegel über eine strittige Beteiligung des bei Burgbrohl gelegenen Lavabergs Herchenberg schied Becher am 19. Mai 1959 aus der Landesregierung aus und wurde als Justizminister von Wilhelm Westenberger abgelöst. Becher hatte sich in die Verhandlungen des Verkaufs des Lavabergs von Brohltal AG eingemischt und den Berg de facto selbst erworben. Dabei nutzte er seine Stellung als Minister aus, um sich sukzessive die Schürfrechte zu sichern und als Pächter an dem Berg mitzuverdienen.
Bruno Becher verstarb nur kurze Zeit später, am 21. April 1961 an einem Herzschlag auf dem Heimweg von seiner Jagdhütte in der Nähe von Mayen.